# Isla Cardonosa Este
Isla Cardonosa Este, es una isla mexicana deshabitada en el Golfo de California al este de la península de Baja California. Al sur de la isla Partida. La isla está actualmente deshabitada y forma parte de la jurisdicción del Municipio de Mexicali.

## Biología
Isla Cardonosa Este tiene tres especies de reptiles, incluyendo Aspidoscelis tigris (Tiger Whiptail), Phyllodactylus partidus (Isla Partida Norte Leaf-Toed Gecko) y Uta stansburiana (Common Side-blotched Lizard).